# Jar-Sale
Jar-Sale (in russo Яр-Сале?; in lingua nenec: Яр сале) è un villaggio del Circondario autonomo Jamalo-Nenec, centro amministrativo del distretto Jamalskij.
Si trova sul fiume Jumbe, 189 km a est di Salechard.